# Lithophyllum dublancqui
Lithophyllum dublancqui Lemoine, 1918 é o nome botânico de uma espécie de algas vermelhas pluricelulares do gênero Lithophyllum, família Corallinaceae.
- São algas marinhas encontradas na Martinica.

## Sinonímia
- Não apresenta sinônimos.